# Origny
Pour les articles homonymes, voir Origny (homonymie).
Origny (parfois Origny-sur-Seine à l'usage) est une commune française située dans le département de la Côte-d'Or, en région Bourgogne-Franche-Comté.

## Géographie

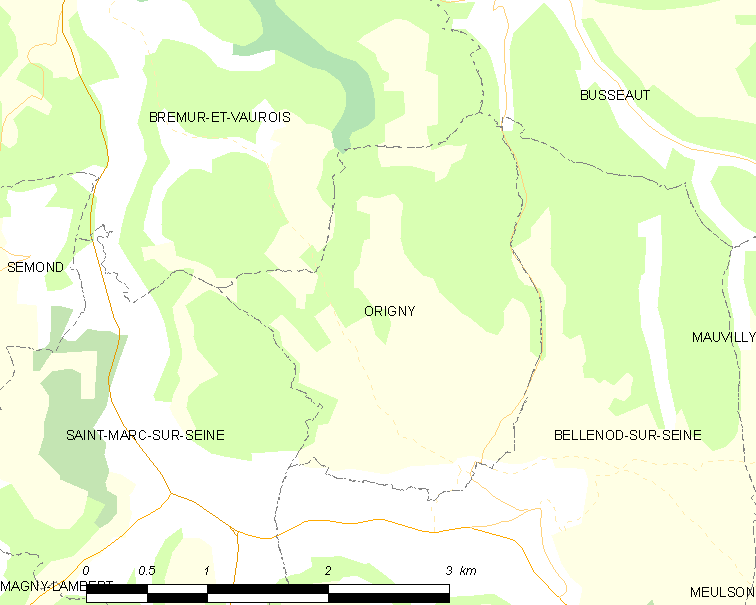

La commune d'Origny (5,2 km2) se trouve sur un bout du plateau du Duesmois qui s'étend entre les deux vallées creusées par la Seine au sud et le Brévon au nord. Sa limite sud court à mi-versant de la rive droite de la Seine (altitude minimum 308 m sur la route de Vaux), l'essentiel du territoire se situe sur le plateau à une centaine de mètres au-dessus du fleuve. Le village est excentré au sud-est en limite de territoire (quelques bâtiments font même partie de la commune voisine), un peu à l'abri des vents du plateau dans un replat du versant. Le quart nord-est du finage est couvert par la forêt, qui se partage avec l'agriculture dans le quart nord-ouest. En dehors du versant et des alentours immédiats du village, au sud, où s'étalent des prairies parfois semées de quelques restants de bois, la moitié sud du finage se voue entièrement à l'agriculture. On y trouve le point culminant de la commune en plein champ à 393 m, sur la colline au nord du village.

### Accès
Une route importante (D 901) suit la Seine en bas de la commune sur le territoire de la commune voisine de Bellenod-sur-Seine, le village d'Origny y est reliée par une route en côte d'environ 700 m. Une route secondaire entre Saint-Marc-sur-Seine et Beaunotte, villages situés sur la Seine, gravit le versant pour relier plusieurs villages situés sur le bord du plateau et traverse Origny. Les trois quarts nord de la commune ne comportent que des routes forestières ou de service agricole. Le sentier de Randonnée GR 2 qui relie le Havre à Dijon suit les bois du nord-ouest avant de bifurquer vers Saint-Marc, sans passer par le village.

### Hameaux, écarts, lieux-dits
La population est regroupée dans le village, la commune n'a pas de hameaux rattachés ni d'habitations isolées.
- Lieux-dits d'intérêt local : les Coteaux (versant sur la Seine), les Herbues (point haut à 393 m), chemin de la Voie-d'Ambrey, combe et bois d'Origny.

### Hydrographie
Le territoire d'Origny s'arrête dans le versant de la rive droite de la Seine sans comprendre le cours du fleuve, et le reste du territoire n'a pas de rivières. Le plateau doucement incliné vers le nord est creusé de deux combes, la source du Noin tout près de l'angle nord-ouest de la limite de commune dans la combe Bernard, donne naissance au ruisseau du Noin qui rejoint par intermittence le Brévon plus au nord. Dans l'angle nord-est, une source dans la combe d'Origny n'a pas de suite, bien que la combe se prolonge jusqu'au Brévon.
Au niveau du village situé dans le versant, des sources alimentaient mares, lavoir et fontaine.

### Climat
Pour des articles plus généraux, voir Climat de la Bourgogne-Franche-Comté et Climat de la Côte-d'Or.
En 2010, le climat de la commune est de type climat des marges montargnardes, selon une étude du Centre national de la recherche scientifique s'appuyant sur une série de données couvrant la période 1971-2000. En 2020, Météo-France publie une typologie des climats de la France métropolitaine dans laquelle la commune est exposée à un climat océanique altéré et est dans la région climatique  Lorraine, plateau de Langres, Morvan, caractérisée par un hiver rude (1,5 °C), des vents modérés et des brouillards fréquents en automne et hiver. 
Pour la période 1971-2000, la température annuelle moyenne est de 10 °C, avec une amplitude thermique annuelle de 16,2 °C. Le cumul annuel moyen de précipitations est de 970 mm, avec 13,3 jours de précipitations en janvier et 8,9 jours en juillet. Pour la période 1991-2020, la température moyenne annuelle observée sur la station météorologique de Météo-France la plus proche, « Châtillon/Seine », sur la commune de Châtillon-sur-Seine à 18 km à vol d'oiseau, est de 10,8 °C et le cumul annuel moyen de précipitations est de 832,8 mm,. Pour l'avenir, les paramètres climatiques de la commune estimés pour 2050 selon différents scénarios d'émission de gaz à effet de serre sont consultables sur un site dédié publié par Météo-France en novembre 2022.

## Urbanisme

### Typologie
Au 1er janvier 2024, Origny est catégorisée commune rurale à habitat très dispersé, selon la nouvelle grille communale de densité à 7 niveaux définie par l'Insee en 2022.
Elle est située hors unité urbaine et hors attraction des villes,.

### Occupation des sols
L'occupation des sols de la commune, telle qu'elle ressort de la base de données européenne d’occupation biophysique des sols Corine Land Cover (CLC), est marquée par l'importance des territoires agricoles (59,5 % en 2018), une proportion identique à celle de 1990 (59,5 %). La répartition détaillée en 2018 est la suivante : terres arables (55,1 %), forêts (40,5 %), prairies (4,3 %), zones agricoles hétérogènes (0,1 %). L'évolution de l’occupation des sols de la commune et de ses infrastructures peut être observée sur les différentes représentations cartographiques du territoire : la carte de Cassini (XVIIIe siècle), la carte d'état-major (1820-1866) et les cartes ou photos aériennes de l'IGN pour la période actuelle (1950 à aujourd'hui).

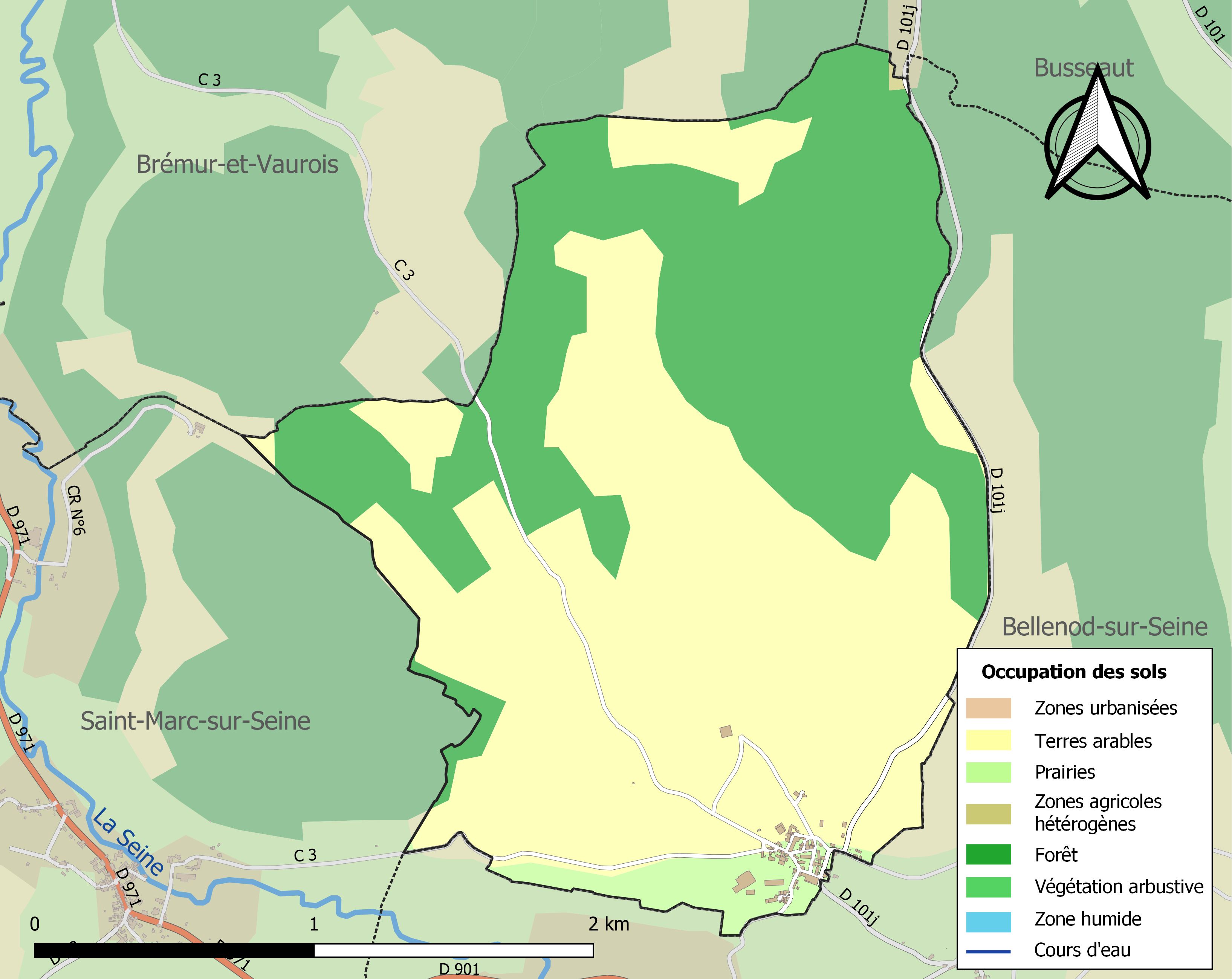
Carte des infrastructures et de l'occupation des sols de la commune en 2018 (CLC).

## Histoire

### Antiquité
70 pièces romaines en bronze ont été découvertes près du village au début du XXe siècle.

### Moyen Âge
Origny fut l'un des nombreux fiefs de la puissante famille de Thoury vers le XIIe siècle.

### Époque moderne
En 1519, les habitants sont affranchis par François de Chiando. Du château construit à cette époque ne subsiste que deux tours d'angle.
Lors de son passage en avril 1650, Anne d'Autriche fait don à l'église de deux reliquaires disparus depuis.

## Politique et administration
| Période                                  | Période    | Identité        | Étiquette | Qualité             |
| ---------------------------------------- | ---------- | --------------- | --------- | ------------------- |
| vers 1932                                |            | Émile Rousselet |           |                     |
| vers 1966                                | après 1971 | Georges Léauté  |           |                     |
| mars 1986                                | 2001       | Roger Boucher   |           | Exploitant agricole |
| mars 2001                                | 2020       | Serge Jacquinot |           | Agriculteur         |
| 2020                                     | En cours   | Patrice Baudry  |           |                     |
| Les données manquantes sont à compléter. |            |                 |           |                     |

Origny appartient :
- à l'arrondissement de Montbard,
- au canton de Châtillon-sur-Seine et
- à la communauté de communes du Pays Châtillonnais.

## Démographie
L'évolution du nombre d'habitants est connue à travers les recensements de la population effectués dans la commune depuis 1793. Pour les communes de moins de 10 000 habitants, une enquête de recensement portant sur toute la population est réalisée tous les cinq ans, les populations de référence des années intermédiaires étant quant à elles estimées par interpolation ou extrapolation. Pour la commune, le premier recensement exhaustif entrant dans le cadre du nouveau dispositif a été réalisé en 2008.

En 2022, la commune comptait 53 habitants, en évolution de +1,92 % par rapport à 2016 (Côte-d'Or : +0,82 %, France hors Mayotte : +2,11 %).
| 1793 | 1800 | 1806 | 1821 | 1831 | 1836 | 1841 | 1846 | 1851 |
| ---- | ---- | ---- | ---- | ---- | ---- | ---- | ---- | ---- |
| 186  | 159  | 179  | 188  | 167  | 180  | 208  | 173  | 156  |

| 1856 | 1861 | 1866 | 1872 | 1876 | 1881 | 1886 | 1891 | 1896 |
| ---- | ---- | ---- | ---- | ---- | ---- | ---- | ---- | ---- |
| 160  | 143  | 146  | 130  | 134  | 118  | 122  | 112  | 102  |

| 1901 | 1906 | 1911 | 1921 | 1926 | 1931 | 1936 | 1946 | 1954 |
| ---- | ---- | ---- | ---- | ---- | ---- | ---- | ---- | ---- |
| 102  | 110  | 113  | 107  | 104  | 108  | 93   | 91   | 85   |

| 1962 | 1968 | 1975 | 1982 | 1990 | 1999 | 2006 | 2008 | 2013 |
| ---- | ---- | ---- | ---- | ---- | ---- | ---- | ---- | ---- |
| 73   | 69   | 55   | 41   | 42   | 37   | 35   | 35   | 49   |

| 2018 | 2022 | - | - | - | - | - | - | - |
| ---- | ---- | - | - | - | - | - | - | - |
| 51   | 53   | - | - | - | - | - | - | - |

## Économie
Sur la commune se trouve le seul producteur de fromage d'Époisses AOP fermier. L'essentiel de la production de ce fromage réputé est en effet le fait de fromageries semi-artisanale et industrielle.

## Culture locale et patrimoine

### Lieux, monuments et pôles d'intérêt
En 2016 la commune n'a pas de monument classé à l'inventaire des monuments historiques, 1 objet y est classé et 17 objets sont répertoriés à l'inventaire général du patrimoine culturel.
- Église Saint-Germain et Notre-Dame-du-Mont-Carmel, de plan allongé, avec un massif clocher carré servant de porche et précédé d'un auvent en charpente. Statuaire : saint Germain du XVe  Classé MH (1992)[23], une Vierge à l'Enfant et une sainte Catherine du XVIIIe[24].

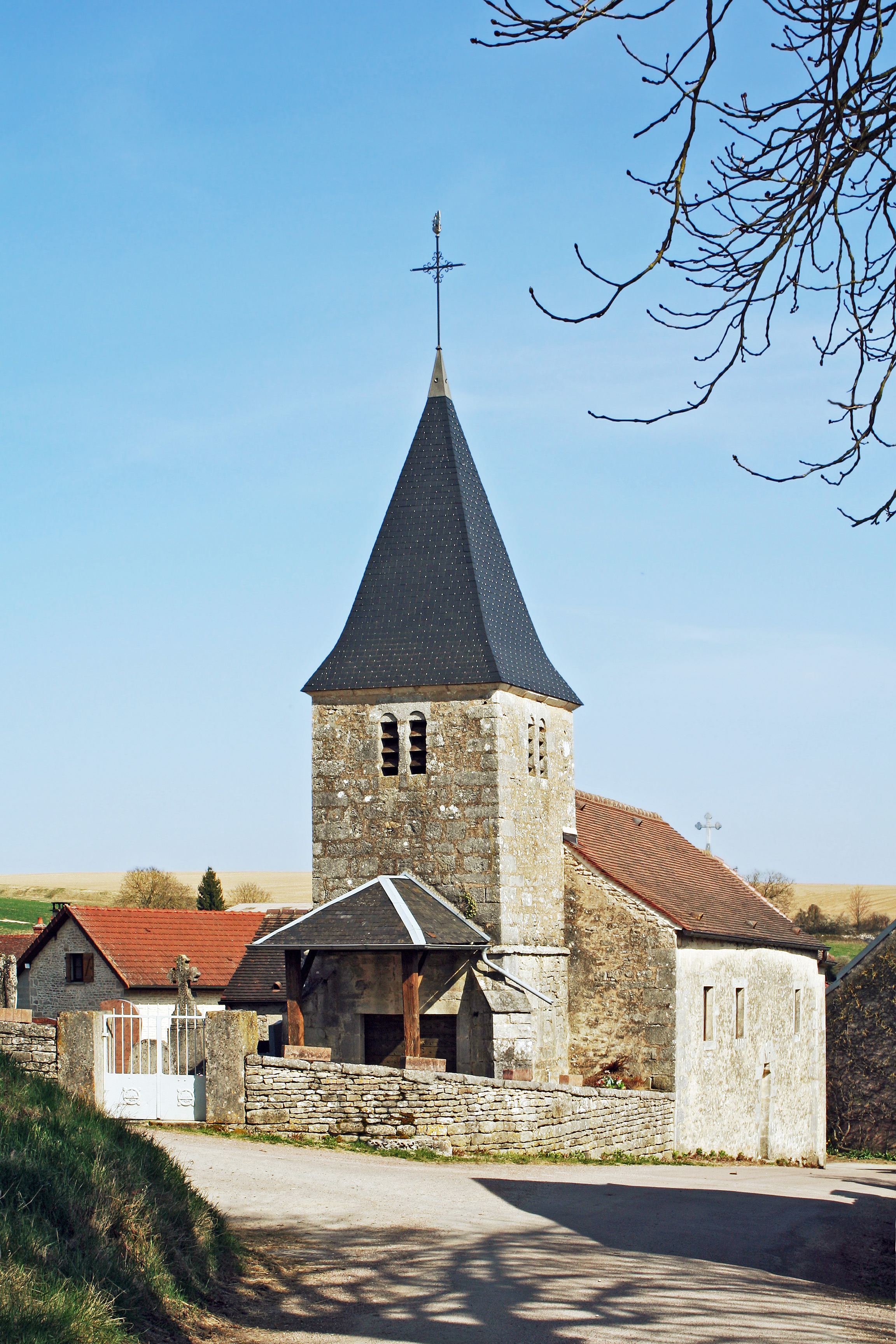
L'église dans son enclos.
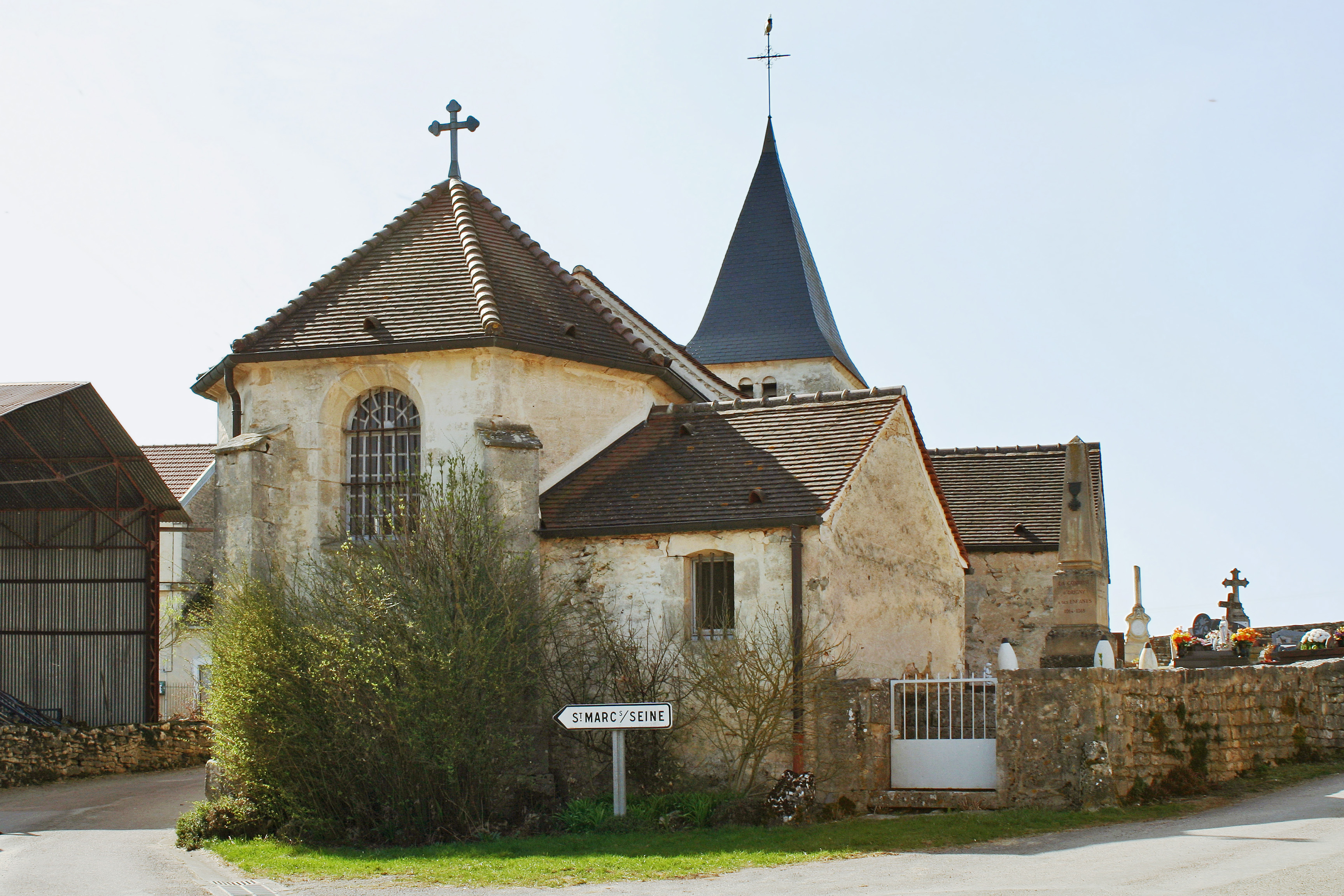
Abside polygonale.
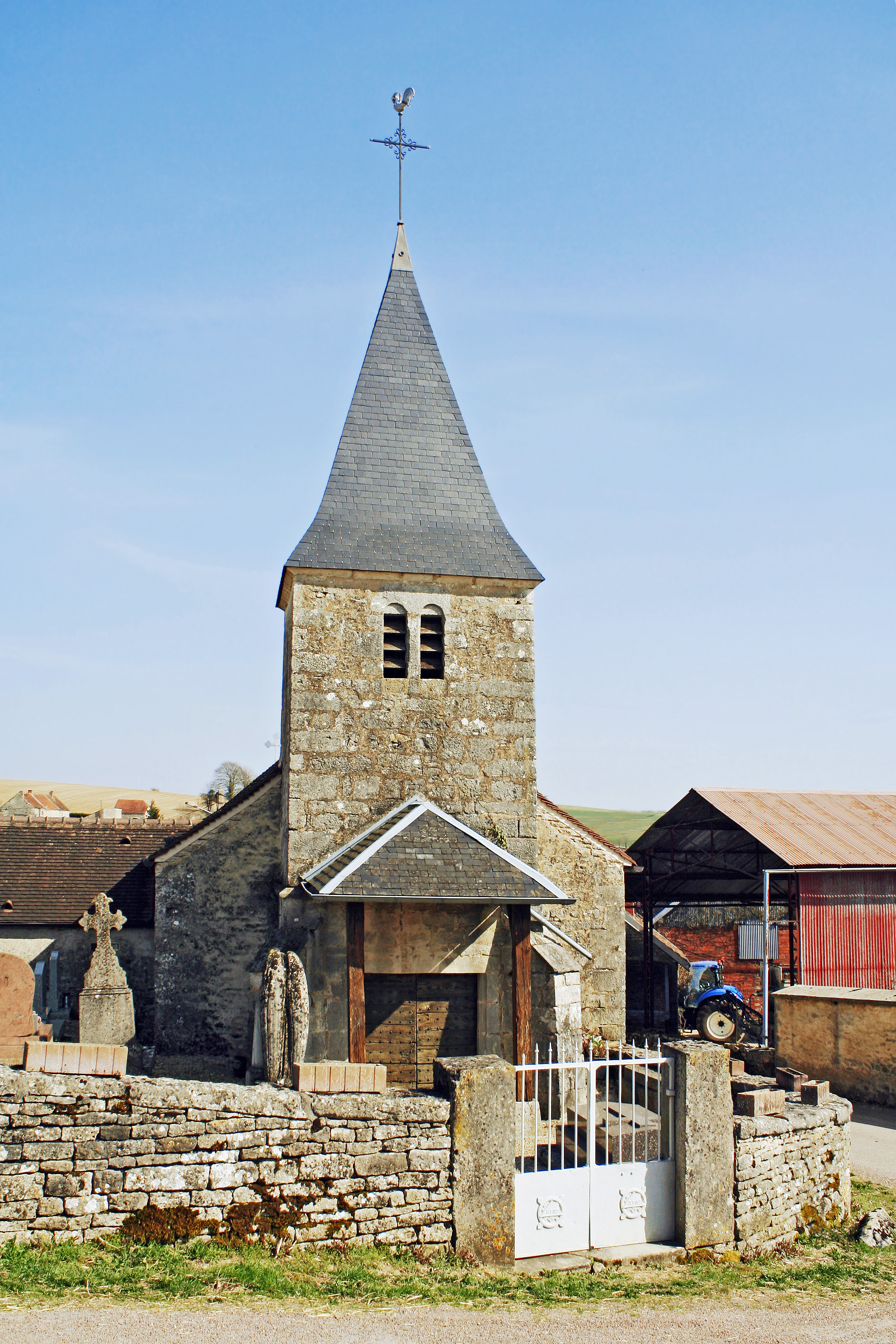
Clocher carré et auvent en ardoises.

- Vestiges d'un château du XIVe siècle remanié aux XVIe et XVIIe siècles dont il ne subsiste que trois tours en bordure du village sur la vallée. Celle du nord est abritait une chapelle.
- Fontaine et lavoir-abreuvoir du XIXe siècle (IGPC 1989)[25],[26] restauré en salle de réunion.
- Deux croix monumentales sont répertoriées IGPC, dont celle du cimetière.

### Personnalités liées à la commune
Beaucoup de seigneurs issus des plus anciennes familles de France se sont succédé à Origny.
- Au moment de la Révolution le dernier est Claude Charles de Damas, vicomte de Marillac, colonel du régiment d’Infanterie auxerrois, gouverneur de la Martinique puis des Iles sous le Vent. Il est gendre de Louis-Joseph de Montcalm.

### Héraldique
| Blason de Origny | Blason  | D'hermine à la fasce de gueules accompagnée de trois croissants du même. |
| Blason de Origny | Détails | Le statut officiel du blason reste à déterminer.                         |